# 대항해시대 3
《대항해시대 3》(大航海時代III Costa del Sol)는 1996년 11월 29일에 코에이에서 발매한 컴퓨터 게임이다. 대한민국에는 1997년에 수입되었다. 비디오 게임으로도 출시하려 했으나 취소되었다.
대항해시대 시리즈의 세 번째 시리즈로 등장인물 중 다수가 실존했던 인물들이며, 게임의 흐름도 실제 역사와 같기 때문에 시리즈 중에서 가장 사실적인 묘사를 한 작품이라고 할 수 있다.

## 시대 배경
대항해시대1이 시작되기 전이자 실제 대항해시대가 시작될 즈음인 1480년부터 게임이 시작된다. 게임을 시작할 때나 진행할 때는 플레이어가 게임상에서 개입을 하지 않는 한 역사적인 사실대로 진행해 나가게 된다. 그 예는 다음과 같다.
- 게임이 시작될 당시에는 이베리아 반도 일부가 이슬람 세력권에 있다.
- 콜럼버스가 1492년 신대륙을 발견한다.
- 1494년에 맺어진 토르데시야스 조약 체결 이후에는 포르투갈 왕국과 에스파니아 왕국 간의 상호 기항이 어렵게 된다.

## 게임 진행
이전 대항해시대 시리즈와 마찬가지로 교역이나 해전도 있다.  그러나 이 게임은 세계를 모험하고, 유적과 보물 등을 "발견"하는 것이 주된 목표이다.  따라서 이전 시리즈와는 많이 다르다.
이 게임의 최대 목표는 세계일주를 가장 빨리하는 것이다.  즉, 경쟁자들보다 가장 먼저 세계일주를 하게 되면, 엔딩동영상을 볼 수 있으며, 이 후에도 게임을 계속 할 수 있다. 즉, 플레이어의 은퇴가 이 게임의 완전한 종료라고 할 수 있다. 플레이어에 따라서는 전 세계의 발견물을 수집하여, 자택에 있는 백과사전에 이를 모두 채워 넣는 것을 목표로 하기도 하며, 매우 까다로운 조건을 통해서만 발견가능한, 전설의 제국인 무제국을 발견하는 것을 목표로 하기도 한다.
시리즈 중에서 가장 자유도가 높으며, 게임 저장은 플레이어가 속해있는 나라의 영토에서만 할 수 있다. 플레이어가 속한 국가에 적대하는 국가의 도시에 들어가려고 하면 이를 저지하는데, 육상을 통해 들어가 그 도시를 전투로서 점령하게 되면 그 도시는 자국령이 되고, 그때부터 그 도시에서 저장이 가능해진다.

### 주인공
주인공은 게임에서 주어진 초심자용 캐릭터를 선택하거나 자유로운 캐릭터를 선택할 수 있다.  국적은 포르투갈과 에스파니아만 선택할 수 있다. 초심자용 캐릭터는 이름과 능력이 정해져있는 반면 처음 시작할 때에 어느정도의 기반이 있다. 일반 캐릭터를 만드는 경우에는 얼굴,이름,나이,능력치를 게임을 시작할 때에 정할 수 있다. 연령이 적으면 배울 수 있는 특기가 적은 대신 체력과 무력이 뛰어나고, 연령이 많으면 배울 수 있는 특기가 많고 지력과 매력이 높은 대신 체력과 무력이 떨어진다.
일반 캐릭터를 만든 경우에는 게임을 진행하는 중 은퇴하는 것이 가능하다. 은퇴한 이후에는 다른 캐릭터로 시작할 때에 캐릭터로 게임 속에 다시 등장시키는 것이 가능하다.

### 언어
대항해시대3에서 가장 특징적인 요소는 언어이다. 언어가 통하지 않는 곳에서는 의사소통 자체가 불가능하고, 통하지 않는 언어로 쓰여진 책은 읽을 수조차 없다. 언어를 통하게 하기 위해서는 해당언어에 능통한 항해사를 고용하거나, 조합이나 교회 등에서 해당언어를 직접 배우는 수밖에 없다. 게임 내에서 등장하는 언어는 스페인어,포르투갈어,로망스어,게르만어,슬라브 그리스어,페르시아어,위구르어,아랍어,중국어,아프리카토착어,중남미토착어,동아시아토착어,동남아시아토착어 등으로 다양하다. 특히 게임 초반에는 몇몇 특정언어는 이를 갖추고 있는 항해사가 매우 부족하기 때문에 언어의 장벽이 게임의 난이도를 높이고 있기도 하다.
언어는 습득한 정도에 따라 0~3레벨까지로 나뉘며, 3레벨의 언어가 갖추어져 있어야만 완벽하게 그 언어로 소통이 가능하다. 도시에서 통용되는 언어의 레벨이 0인 경우에는 그 도시에서의 모든 대사가 X로 가려져 읽을 수 없으며, 레벨이 1,2인 경우에는 대사의 일부분만 읽을 수 있게 되어있다.  도서관에 있는 책은 적혀있는 언어를 3레벨로 완전히 갖추어야만 읽을 수 있다. 플레이어가 해당 언어를 모르고 있다면, 통역이 해당 언어를 알고 있어야만 그 대사를 해석할 수 있으며, 도서관에서 책을 읽을때는 통역뿐 아니라 고용된 항해사 중 어느 항해사라도 그 언어레벨이 3이라면 책을 읽을 수 있다.
타국의 도시를 점령한 경우에는 그 도시는 자국령이되기 때문에, 사용하는 언어도 자국의 언어로 바뀌어서 통역이 필요없게된다. 그러나 그 도시를 점령하였다 하더라도 그 도시의 도서관의 책에 적혀있는 언어는 바뀌지 않기 때문에 여전히 통역이 필요한 경우가 많다.
대항해시대3 에서는 배울 수 있는 언어가 한정되어있다. 그러므로 무슨수를 다 써도 에디터를 쓰지 않고는 모든 언어를 습득하는 것은 불가능하다.

### 후원자
게임을 시작하면 플레이어에게는 자신이 소유하는 배가 없다.  모험을 하려면 후원자(스폰서)와 계약하고 자금 및 배를 지원받아야 한다.
이 게임에서는 기본적으로 다음과 같은 절차를 거쳐서 모험을 한다.
1. 도서관(게임상에서)에서 힌트를 얻는다.
2. 이러한 힌트를 바탕으로 후원자를 찾아가 설득을 하는데, 후원자의 기호 및 취향, 그리고 플레이어의 화술이 설득에 영향을 미친다.
3. 후원자에게서 선불금을 받고 배를 빌려서 항해하고, 여러군데에서 정보를 수집한다.
4. 발견을 한 후, 후원자에게 증거품을 가져간다.
5. 후원자에게 보고하고 증거품을 제출한다.  발견물의 가치에 따라 후원자에게 받는 사례금 및 명성의 상승폭이 다르다.

후원자와의 계약없이도 발견하는 것은 가능하나 이 경우, 자금 및 배를 원조받을 수 없으며, 발견물에 대한 발표를 할 때 명성의 상승 수치가 낮고, 주점에서 발견물에 대한 정보를 얻을 수 없기 때문에 후원자와 계약을 할 때보다 더 어렵다.  그러나 발견물에 대해 발표할 때 이를 자신이 소유할 수 있다.  증거품중에는 강력한 무기나 선수상등 게임을 하는데 도움이 되는 것도 있다.  또한 후원자와 계약하고 발견물을 보고하러 갈 때 진품이 아닌 모조품을 증거품으로 줄 수도 있는데, 실패할 경우 악명이 상승하고, 장기간 감옥에서 있어야 하는 등의 위험부담이 있다.
게다가 서쪽 항로(신대륙) 발견 및 아프라카 남단 등 지리나 항로에 대한 발견은 후원자와 계약을 하지 않으면 발견할 수 없다.

### 결혼, 후계자
이 게임에서는 세계 각국의 술집에 있는 여자와 결혼하고 플레이어의 집에서 같이 살 수 있다.
후손을 남기는 커멘드를 통해 자녀를 남길 수 있는데
자녀는 아들과 딸 각 1명씩 낳을 수 있으며, 오직 아들만을 후계자로 할 수 있다. 아들은 10세 이후에 직접 교육시키는 것이 가능하며 아들이 18세가 되면 후계자로 삼을 수 있다. 아들로 세대교체를 하는 경우의 아들은 아버지의 능력과 명성, 악명 등을 일부 계승한다.

## 주요 등장 인물
인명 표기는 게임 내의 표기를 준수하고 있다. 게임에서는 기본적으로 이름 표기가 스페인어로 되어 있기 때문에, 일반적으로 알려져있는 이름과 다른 표기가 되어있는 경우(예를 들면 크리스토퍼 콜롬버스가 아닌 크리스트발 콜론)가 많다.

### 역사상의 인물
실존했던 인물도 많이 등장을 한다.

#### 경쟁자
역사상 대발견을 한 사람들을 이야기한다. 이들보다 앞서서 발견물을 발견하거나 지리상 발견을 하여 백과사전에 플레이어의 이름을 남기는 것이 이 게임의 목표 중 하나이다. 에르난 코르테스나 알브르케 등의 정복자는 특정한 시점에 도시를 정벌하여 그들이 속한 나라의 영토로 만들기 때문에 플레이어가 이들이 속한 국적인 경우 도움이 되며, 적대적인 국가인 경우 진행에 어려움이 있다. 만일 이들과 일기토를 하여 승리하면, 이들의 행동을 다소 늦출 수 있다. 또한, 역사대로 이들이 죽는 해부터는 게임에 등장하지 않는다 (알브르케는 제외한다.).
바르톨로뮤 디아스
포르투갈의 항해자.  최초로 아프리카 남단에 도착한 유럽인이다.
크리스트발 콜론
크리스토퍼 콜럼버스이며 게임상에는 이 이름으로 나온다. 제노바 출신의 항해자이며 이사벨 1세의 허가를 받아 스페인에서 출항하였다. 최초로 신대륙에 도착한 유럽인이다.
아메리고 베스푸치
피렌체 출신의 항해자. 남미에서 신대륙을 여러번 항해하여 신대륙이 아시아와는 별개의 대륙임을 주장하였다. 게임에서는 플레이어가 콜론에게 일기토에서 이겨서 행동을 늦출 경우에 제일 먼저 신대륙을 발견할 가능성이 높다.
페르난도 마가랴네스
페르디난드 마젤란이며 게임상에는 이 이름으로 나온다. 스페인의 지원을 받고 서회항로를 거쳐 세계항해를 목표로 삼았으나, 필리핀에서 원주민과의 교전 중 전사하였다(게임에서는 그가 사망했다는 사실을 술집 및 여관에서의 대화를 통해 알 수 있다.).
후안 세바스티안 엘카노
스페인의 항해자.  마가랴네스의 부하로 세계일주에 동행했다. 마가랴네스가 사망한 후 남은 함대를 이끌고 스페인에 무사귀환하여 세계일주를 마쳤다. 게임에서 엔딩을 보기 위해서는 엘카노보다 먼저 세계일주를 해야 한다.
바스코 다 가마
포르투갈의 항해자.  유럽에서 출발하여 아프리카남단을 거쳐서 인도까지 항해한 최초의 유럽인이다.
아폰수 드 알부케르크
포르투갈의 식민지 정복자. 게임초기에는 정복자로 등장하며 인도를 정벌한 후에는 총독(후원자)으로 등장한다. 포르투갈 국적으로 게임을 하는 경우에는 큰 도움이 된다(총독 부임후에는 다른 정복자와는 달리 계속 등장한다.).
에르난 코르테스
스페인의 콩키스타도르. 아즈텍 왕국을 정복하였다.
프란시스코 피사로
스페인의 콩키스타도르. 잉카 제국을 정복하였다.

#### 기타
이사벨 1세
콜럼버스(콜론)의 항해에 도움을 준 것으로 알려져 있다.  게임에서는 최고의 자금력을 지닌 후원자 중 하나로 기호범위도 넓다.
카를로스 1세
이사벨 1세의 뒤를 이은 스페인의 국왕.  게임에서는 가장 최고의 자금력을 자랑하며, 역사적인 사실과는 달리 항상 세빌리아에 거주한다.
조안 2세
게임을 시작할 때 등장하는 포르투갈의 국왕.  게임에서는 역사에서처럼 지리적 호기심이 높고, 자금력도 높다.  그러나 일찍 퇴장하기 때문에 만날 수 있는 기회는 적다.
마누엘 1세
행운왕. 바스코 다 가마의 인도 항로 발견과 알브케르케의 인도 정복을 지원했다. 자금력이 높으며 영토에 대한 욕심이 많다.
레오나르도 다 빈치
르네상스 시대의 천재로 알려진 인물.  게임에서는 잠수폭탄 등의 신무기를 개발하는 것으로 나오며, 일정한 시기에 밀라노에 있는 그의 집을 방문하면, 신무기를 받을 수 있다.
니콜라스 코페르니쿠스
폴란드의 천문학자.  게임에서는 바르샤바에 있는 그의 연구소를 방문할 때 등장하며, 지동설을 믿는다고 말하면 플레이어에게 망원경을 주는 것으로 나온다.
미켈란젤로 부오나로티
르네상스 시대의 예술가.  게임에서는 성 베드로 성당에서 벽화를 그리는 일을 하는 것으로 나온다.
브라도 제페시
루마니아의 와라키아 공.  게임에서는 부쿠레슈티의 성에서 살고 있으며, 흡혈귀로 설정이 되어 있다.
도냐 마리아
인디오 여성으로, 코르테스의 통역, 참모의 역할을 수행했으며, 그의 애첩이었다.  아즈텍 왕국의 정복에 큰 역할을 했다.  게임에서는 코르테스를 수행하지는 않고, 이벤트를 통하여 통역사로 플레이어의 항해에 합류하는 것으로 나온다.  게임 초반에는 중남미토착어를 구사하는 몇 안되는 통역관이다.
헤르니모 데 아기랄
스페인의 수도사.  마야 족과 함께 생활하던 중에 마야 어의 능력을 습득하여 도냐 마리아와 함께 통역의 임무를 수행했다(게임상에서도 중남미토착어의 통역사로 등장한다.).
사비엘 데 야소
프란치스코 하비에르이며 게임에서는 이 이름으로 등장한다.  게임 중반에 등장하는 인물 중에서 유일한 중국어 및 동아시아 토착어를 구사하는 인물이다.  게임에서는 모든 등장인물들 중에서 가장 늦은 시기인 1524년에 등장한다.
쓰카하라 보쿠텐
일본의 무사.  게임에서는 플레이어가 어떤 발견물의 증거품을 가져오는 과정에서 일기토의 상대가 되는 무사로 등장한다.

### 가공 인물
라몬 데 마르시아스
포르투갈의 탐험가. 초심자용 캐릭터.
에밀리오 알바레스
스페인의 탐험가.  초심자용 캐릭터.
파블리스 데 페레로
리스본에 살고 있는 포르투갈의 귀족. 라몬의 아버지와의 인연으로 라몬의 첫 번째 후원자가 된다. 항해중 행방불명이 되었으며, 이는 페레로가의 몰락을 불러온다. 대항해시대 2에서 피에트로 콘티에 의해 의외의 장소에서 발견이 되는 인물이다.
레온 페레로
파블리스의 아들이며, 대항해시대1의 주인공이다.  파블리스가 실종된 후 페레로가의 부활을 위해 항해에 나선다. 이 게임에서는 항해자로 등장하며 플레이어의 부하가 될 수는 없다.
로코 알람켈
페레로가를 섬기고 있는 항해사. 이 게임에서는 부하로 삼을 수 있는 항해사로 등장한다. 검술 실력이 뛰어나서 플레이어 대신 일기토를 펼칠 수도 있다. 대항해시대1에서는 페레로가의 부활을 꿈꾸는 레온을 돕는 역할로 등장했으며, 대항해시대2에서는 레온의 아들인 조안을 돕는 노항해사로 등장했다.
프란시스코 데 에란초
세빌리아에 거주하는 스페인의 귀족이며, 대항해시대2에 등장하는 카탈리나 에란초의 아버지. 에밀리오의 아버지인 페드로와의 인연으로 에밀리오의 첫 번째 후원자가 된다.
그밖에 대항해시대2의 등장인물들이 이 게임에서도 많이 등장한다.

### 기타
실제 대항해시대 때는 괴물에 대한 여러 전설이 있었으며, 게임에서는 이를 반영하여 괴물과의 교전도 가능하게 하였다. 등장하는 괴물들은 다음과 같다.
크라켄
거대한 문어처럼 생긴 괴물. 그린란드 서해안에서 등장한다.
시서펜트
수룡처럼 생긴 괴물. 인도양에서 등장한다.
백상아리
상어. 태평양에서 등장한다.
멘터
거대한 가오리. 오키나와에서 등장한다.

## 오류 및 패치

### 오류
출시 초기에 오류가 많이 발견되었는데 이는 대항해시대 시리즈 중 가장 많은 경우이다. 패치를 통해서 수정하였다.
- 창 바깥을 클릭할 경우 게임이 강제로 종료되었다.
- 아랍 해적과 교전 후 게임이 강제로 종료되는 경우가 많았다.

### 패치 후 변경된 점
- 처음부터 모든 후원자와의 면식이 있다.
- 경쟁자와의 일기토를 통한 행동 지연이 불가능하다.
- 출시 당시엔 제비뽑기를 통하여 교역품 '노예'에 대한 힌트를 얻고 아프리카에서 이벤트를 통한 노예 매매가 가능하였으나 윤리적인 측면에서 삭제되었다.
- 노예에 대한 부분이 삭제되었으나 게임 내에 등장하는 백과사전에는 이를 특별히 대체하지는 않았기 때문에, 정상적인 방법으로는 백과사전을 모두 채우는 것이 불가능하게 되었다.

## 같이 보기
- 대항해시대
- 대항해시대 등장인물
- 코에이